# Glomeris albida
Glomeris albida är en mångfotingart som beskrevs av Jean-Paul Mauriès och Vicente 1978. Glomeris albida ingår i släktet Glomeris och familjen klotdubbelfotingar. Inga underarter finns listade i Catalogue of Life.